# The 39 Steps (2008)
The 39 Steps é um telefilme britânico dirigido por James Hawes e lançado em 2008.
Trata-se de uma regravação do clássico homônimo de 1935, dirigido por Alfred Hitchcock.